# 麂皮

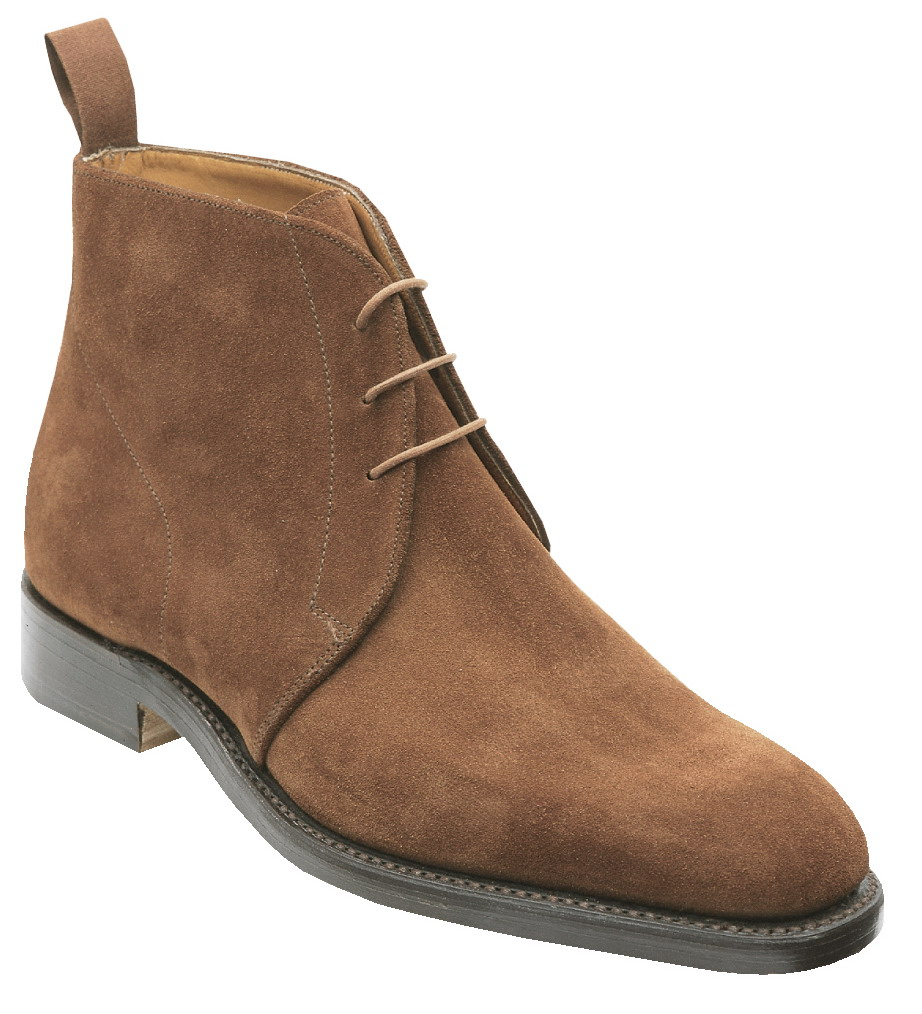
麂皮鞋

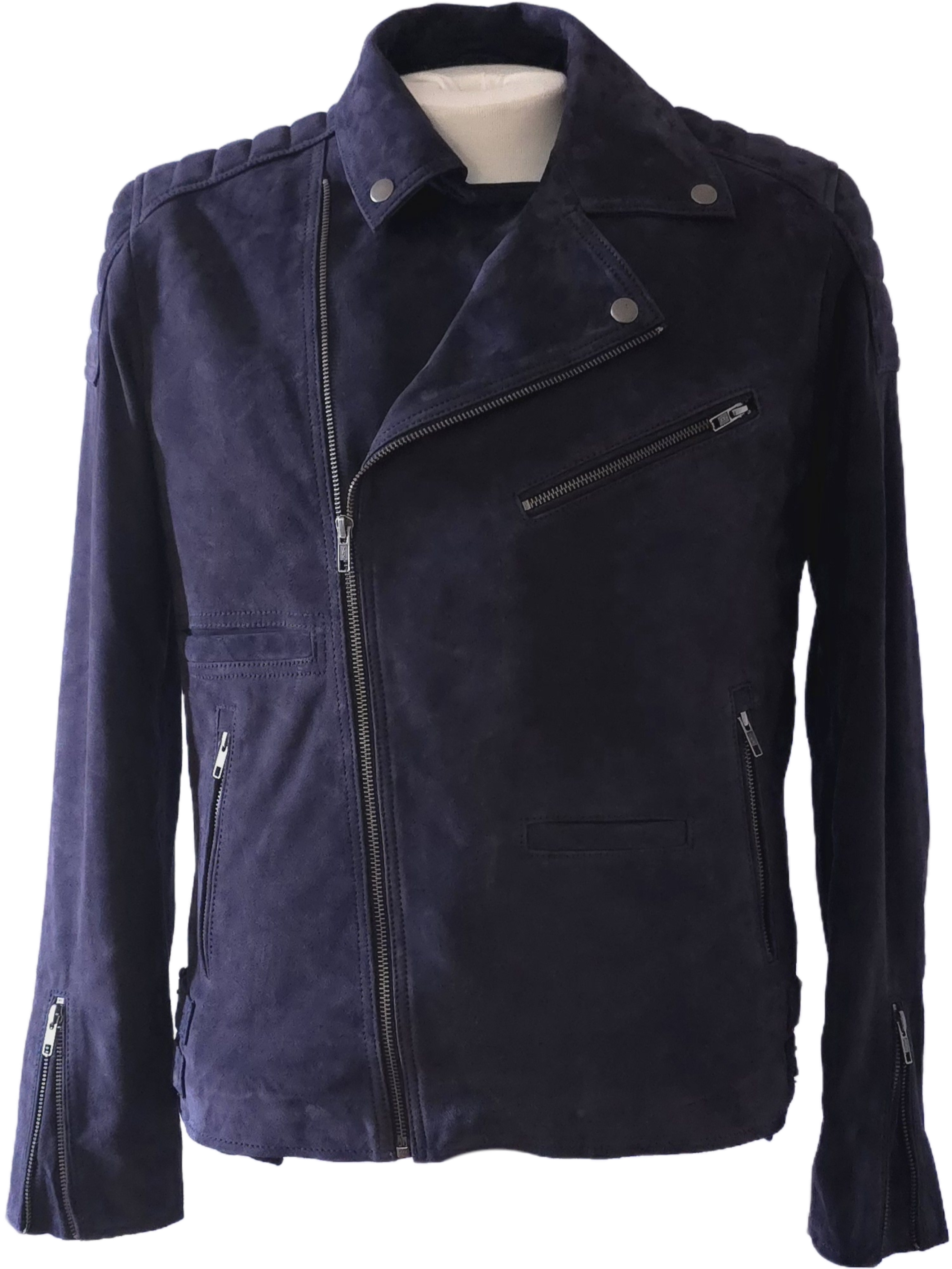
麂皮夾克

麂皮是一種具有絨毛、起絨表面的皮革，通常用於夾克、鞋履、織物、錢包、家具等。
絨面革由動物皮的底面製成，比外皮層更柔軟、更柔韌，但不那麼耐用。
各種環境因素，包括鹽、污垢、水、油和濕氣，都會弄髒或磨損麂皮。由於過多的水分會損壞絨面革，因此不應使用肥皂和水清潔或機洗。
絨面革刷或絨面革橡膠、指甲銼、白醋和小蘇打是用來清潔絨面革的工具。清潔後可使用絨面革保護噴霧，以更長時間地保持織物的完整性。

## 词源
在英文中，麂皮是Suede，这来源于法文Suède，而法文中瑞典王国也是Suède，因为麂皮被认为是瑞典王国手套。
不清楚中文中，麂皮跟山羌的关系。

## 外部連結
- 维基共享资源上的相關多媒體資源：麂皮